# Dreamtime (album de The Cult)
Pour les articles homonymes, voir Dreamtime.
Albums de The Cult
Love
Dreamtime, sorti en 1984, est le 1er album du groupe de rock anglais The Cult. Nigel Preston, ancien batteur de Sex Gang Children, a rejoint la formation. Ce disque reste encore influencé par les sonorités gothiques qui caractérisaient The Death Cult.

## Liste des pistes
1. Horse Nation
2. Butterflies
3. Flower in the Desert
4. Bad Medicine Waltz
5. Spiritwalker
6. 83rd Dream
7. Go West
8. Gimmick
9. Dreamtime
10. Rider in the Snow